# Ixtapan (cràter)
Ixtapan és un cràter sobre la superfície de (951) Gaspra, situat amb el sistema de coordenades planetocèntriques a 11.9 ° de latitud nord i 86.9 ° de longitud est. Fa un diàmetre de 0.7 km. El nom va ser fet oficial per la UAI l'any 2003 i fa referència a Ixtapan de la Sal, una ciutat a Mèxic amb balneari.